# 庶路インターチェンジ
庶路インターチェンジ（しょろインターチェンジ）は、北海道白糠郡白糠町庶路にある道東自動車道のインターチェンジ（地域活性化インターチェンジ）である。
2014年（平成26年）地域活性化インターチェンジとして建設許可が下り、2016年（平成28年）3月12日供用開始。

## 歴史
- 2014年（平成26年）
  - 8月8日：国土交通省より連結許可が下りる。
  - 12月9日：当ICの名称を「庶路IC」で正式決定[4]。
- 2016年（平成28年）3月12日：白糠IC - 阿寒IC間開通に伴い供用開始[5]。

## 周辺
- 庶路ダム - 自動車で約37分[6]
- 道の駅しらぬか恋問 - 自動車で約20分[7]
- 庶路の中心街までは約13km[8]。

## 接続する道路
- 直接接続
  - 北海道道242号上庶路庶路停車場線

## 料金所
- 通行料金は無料のため、料金収受設備は設置されていない。

## 隣
E38 道東自動車道
(15) 白糠IC - (16) 庶路IC - (17) 阿寒IC